# Slaget ved Churubusco
Slaget ved Churubusco fandt sted den 20. august 1847 umiddelbart efter slaget ved Contreras, i den Mexicansk-amerikanske krig. Den mexicanske hærs nederlag ved Churubusco betød, at den amerikanske hær kun var 8 km fra Mexico City.

## Baggrund
Efter nederlaget ved Contreras og San Antonio faldt mexicanerne tilbage til landsbyen Churubusco. Efter at have taget San Antonio stødte en amerikansk brigade ind i de mexicanske forsvarere under General N. Bravo. Hans styrker bestod af ca. 2.000 mand, hvoraf ca. 500 blev taget til fange, inklusiv den fungerende general Perdigon Garay og omkring 8 kanoner. Herefter begyndte de amerikanske styrker at slutte sig til styrkerne fra Contreras for at gennemføre et yderligere angreb der.
Mexicanerne tog kampen op ved det franciskanske kloster Santa María de Churubusco. Selv om klosteret ikke gav nogen højdefordel i forhold til det omkringliggende terræn var der en lille flod, med en bro over, som de amerikanske styrker skulle over. Udover klosterets stenmure bestod forsvarsstillingen af en række ufærdige skyttegraven som mexicanerne begyndte at grave inden angrebet. Forsvarerne udgjorde ca. 1.300 mand, hvoraf de fleste aldrig havde været i kamp før samt Sankt Patrick's bataljonen af irsk katolske frivillige. Forsvarerne havde desuden 7 kanoner, hvoraf 3 blev placeret på højre fløj to i centrum og to på venstre fløj.
Forsvaret blev støttet af Perez brigaden på 2.500 mand langs Rio Churubuscu.

## Slaget
Det første angreb fra den 6.000 mand stærke amerikanske styrke under William J. Worth og David E. Twiggs blev slået tilbage. Det lykkedes for Pedro María Anaya, næstkommanderende for General Manuel Rincón, at afvise et særligt voldsomt angreb mod venstre fløj. Netop som broen så ud til at falde i angribernes hænder ankom der 3 små militsenheder som forstærkede forsvarerne. Kraftig skydning fortsatte i 3-4 timer indtil forsvarerne løb tør for ammunition. Ganske vist havde man gentagne gange sendt anmodninger bagud
om more ammunition, og ganske vist havde man også fået mere ammunition, men den passede ikke i kaliber til de rifler som forsvarerne var udstyret med. Havde forsvarerne fået den rigtige ammunition kunne de nok have holdt ud noget længere.
To af de mexicanske kanoner var smeltet sammen og en tredje var faldet ud af sin lavet. Oberstløjtnant Francisco Peñúñuri anførte nogle mænd i et bajonetangreb, men blev besejret. Hans og kaptajn Luis Martínez de Castro, som havde ledsaget ham, blev senere begravet med fuld militær honnør i et monument ved klosterets porte.
Officerer fra Bravo bataljonen forsøgte 3 gange at hejse det hvide slag over klosteret, men blev forhindret heri af de irske frivillige, som frygtede for hvilken skæbne der ventede dem, hvis de blev taget til fange. Til slut blev 72 af dem taget til fange og bragt for en krigsret for desertering, heriblandt deres leder, Jon Riley.
Kaptajn i det amerikanske infanteri James M. Smith klatrede op på klosterets mur og hejsede det hvide overgivelsesflag for at undgå at hans tropper begik overgreb, når de gik ind i det forsvarsløse kloster. Nogle minutter senere ankom General Twiggs, som med militær anstand gjorde honnør for de mexicanske kommandører og bad general Anaya om at overgive sin ammunition. Anaya siges at have svaret: Hvis jeg havde ammunition, ville De ikke stå her".

## Efterspil
En brigade af frivillige fra New York blev indkvarteret i klosteret, hvor de blev indtil den 7. september. Da de trak sig tilbage medbragte de så meget bytte som de kunne bære, vanhelligede bygningerne og ødelagde køkkenhaven.
Efter sejren ved Churubusco var Scotts hær kun 8 km fra Mexico City. Byen faldt en måned senere, efter en mislykket våbenhvilke og mislykkede forhandlinger, i Slaget om Mexico City.